# Urca-Prozess
Der Urca-Prozess ist ein Kühlprozess in der Astrophysik durch die Emission von Neutrinos in kompakten stellaren Objekten.
Kompakte stellare Objekte wie Weiße Zwerge und Neutronensterne verfügen über eine sehr kleine Oberfläche und dementsprechend sind die Kühlprozesse durch elektromagnetische Strahlung sehr ineffektiv. Bei diesen Sternen ist der Energieverlust über die Emission von Neutrinos um mehrere Größenordnungen effektiver, da durch den geringen Wirkungsquerschnitt Neutrinos kaum mit der Materie wechselwirken.
Bei dem Urca-Prozess werden erst durch Elektroneneinfang
| (Z, A) | + | {\displaystyle e^{-}} | → | (Z-1, A) | + | {\displaystyle {\nu }_{e}} |
und anschließend durch den Beta-Zerfall
| (Z-1, A) |  |  | → | (Z, A) | + | {\displaystyle e^{-}} | + {\displaystyle {\bar {\nu }}_{e}} |
Neutrinos erzeugt, diese verlassen dann ungehindert den Stern. Der Urca-Prozess verschiebt die Massengrenze zwischen einer Kernkollaps-Supernova und einer Electron-Capture Supernova.
Der Begriff Urca-Prozess stammt von George Gamow und Mario Schönberg. Die erste Begegnung dieser beiden Physiker fand im Casino da Urca in Rio de Janeiro statt. Sie merkten an, dass durch diesen Mechanismus bei Neutronensternen die thermische Energie genauso schnell verschwindet wie das Geld in der Spielbank.